# Улица А. Х. Таммсааре
Улица А. Х. Та́ммсааре, также Та́ммсааре те́э (эст. A. H. Tammsaare tee) — улица в районах Кесклинн, Кристийне и Мустамяэ города Таллина, столицы Эстонии.

## География
Общее направление улицы — с юго-востока на северо-запад. Проходит через микрорайоны Ярве, Китсекюла, Тонди, Сяэзе, Мустамяэ, Сийли, Кадака.
Начинается в районе Кесклинн у перекрёстка Пярнуского шоссе и улицы Ярвевана, проходит под виадуком железной дороги Таллин—Кейла между железнодорожными остановками «Тонди» и «Ярве», пересекается с улицами Тонди, Рахумяэ, Нымме, Ретке, бульваром Сыпрузе, улицами Кийли, Сипельга, Мустамяэ и Лаки. Заканчивается на пересечении с улицами Эхитаяте и Кадака. Протяжённость — 3669 м.

## История
Улица была построена в 1966 году и получила своё название в честь писателя А. Х. Таммсааре. Изначально начиналась от улицы Тонди. В 1996 году была продлена до улицы Ярвевана.
В 1993—1998 годах на территории современного торгового центра «Мустика» (Mustika keskus) работал рынок «Кадака».

### Исторические здания

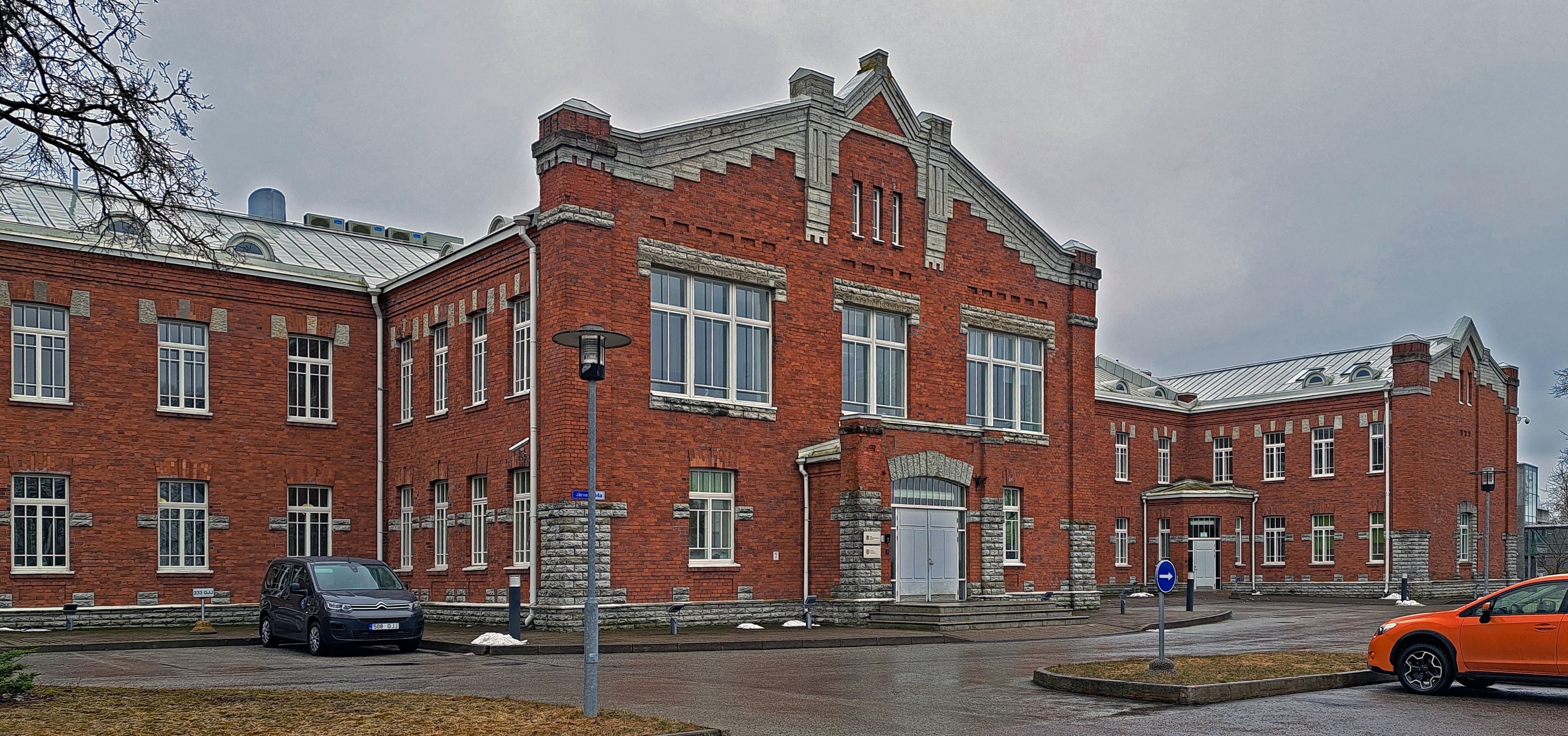
Штабное здание военного городка Тонди (памятник архитектуры)

На улице расположены здания военного городка Тонди, построенные в 1915-1916 годах. Четыре из них внесены в Государственный регистр памятников культуры Эстонии:
- штабное здание, Tammsaare tee 25[7]
- столовая, Tammsaare tee 64[8]
- баня и караульное здание, Tammsaare tee 56, 58[9].

### Парки

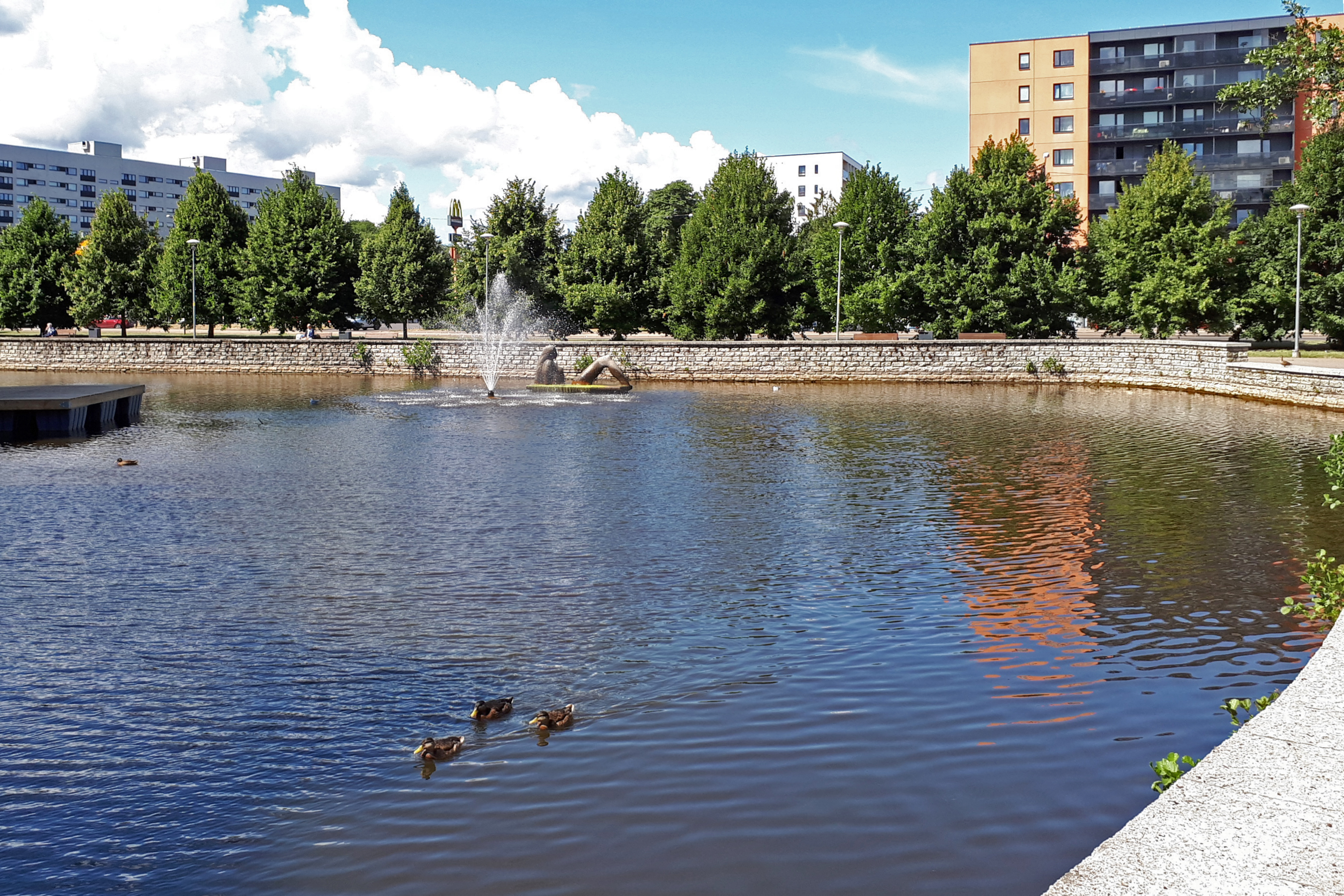
Парк Пардитийги

Возле улицы расположены парки Тондимыйза (старое название — парк Дунтени) и Пардитийги (остановка общественного транспорта Retke tee), недалеко находится парк Лепистику.
- Площадь парка Тондимыйза составляет 4,6 гектара, он расположен между улицами Тонди, Таммсааре и Нымме. Парк украшает аллея лип и каштанов; здесь сооружены детская площадка и площадка для выгула собак.
- Площадь парка Пардитийги (с эст. «Парк утиного пруда») составляет 5,9 гектара, он расположен между улицами Нымме и Таммсааре и бульваром Сыпрузе. В парке есть пруд, который заселила большая колония крякв. Пруд украшает фонтан и скульптура Тауно Кангро «Мустамяэская красавица». Проложены дорожки, установлены скамейки, проведено освещение, есть детская площадка[10]. В 2018 году на обновление парка было потрачено 380 000 евро[11]. В 2003 году на приведение парка в порядок было потрачено порядка 5-10 миллионов крон[12].
- Парк Лепистику (в приблизительном переводе «Ольховый») был реконструирован в 2003 году: обновлены дорожки, установлены скамейки, проведено освещение. В парке произрастает в основном чёрная ольха, и протекают охраняемые государством с 1992 года родники Лепасалу[13][14].

## Общественный транспорт
По улице проходят маршруты городских автобусов № 10, 12, 13, 20, 20А, 26, 26А, 27, 28, 33, 37, 45 и 61.

## Учреждения и предприятия

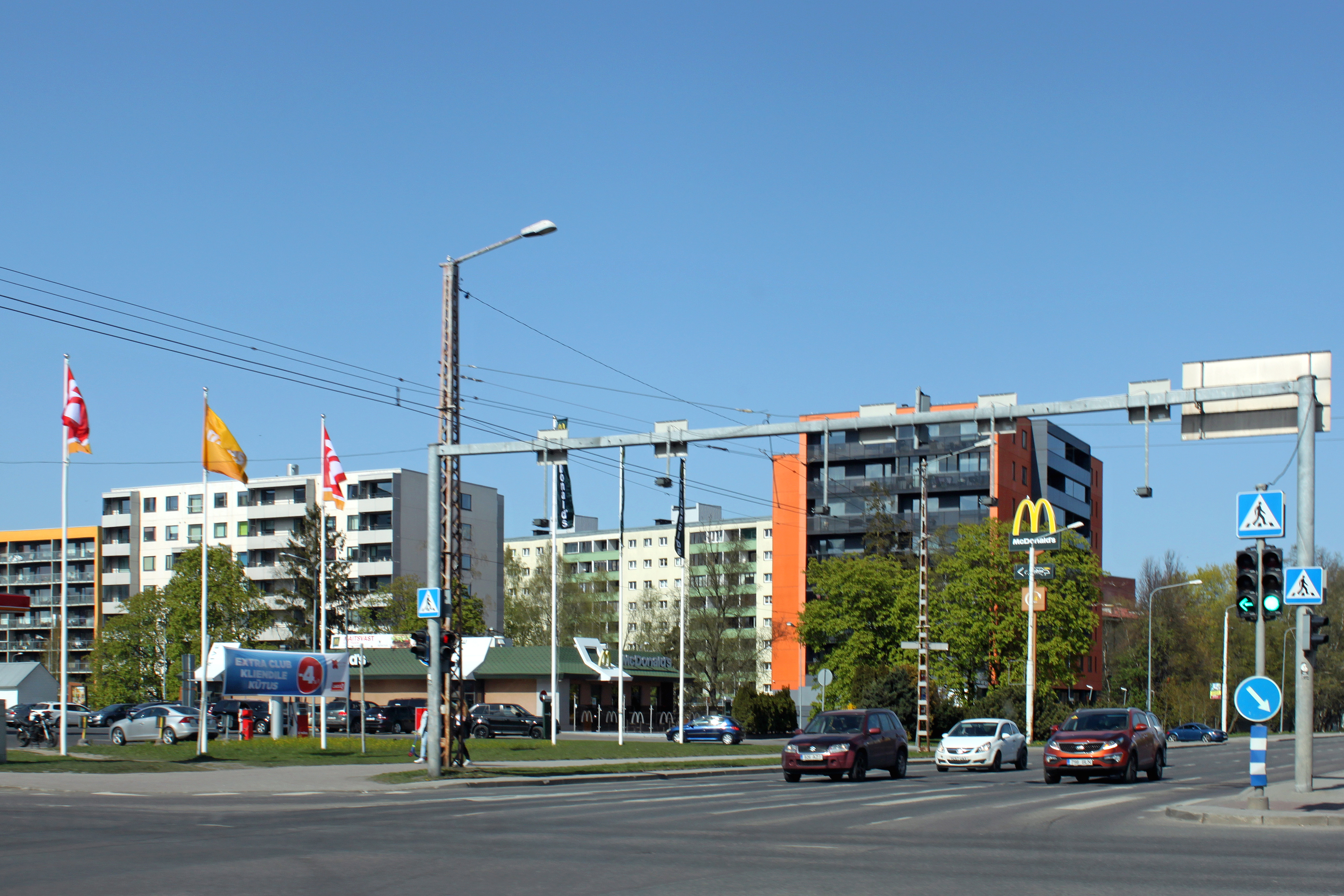
«Макдоналдс» на улице Таммсааре

- Tammsaare tee 47 — бизнес-центр «Tammsaare ärikeskus».
- Tammsaare tee 49 — строительный магазин «K-rauta».
- Tammsaare tee 62  — супермаркет торговой сети «Selver».
- Tammsaare tee 76 / Sõpruse pst. 200b — ресторан быстрого питания «McDonald's».
- Tammsaare tee 90А — ресторан быстрого питания «Hesburger».
- Tammsaare tee 93 — супермаркет «Grossi»[эст.].
- Tammsaare tee 94 — супермаркет «Maxima X».
- Tammsaare tee 104А — Торгово-развлекательный центр «Mustamäe Keskus». 
  - Кинотеатр «Apollo Kino»
  - Книжный магазин «Apollo»
  - Гипермаркет «Hiper Rimi»[эст.]
  - Ресторан-бистро «LIDO»
- Tammsaare tee 116  — Торговый центр «Mustikas»[эст.].
- Tammsaare tee 133 — супермаркет «Maxima XX».
- Tammsaare tee 145 — Таллинская Мустамяэская гуманитарная гимназия.
- Tammsaare tee 147 — Таллинская экономическая школа[эст.].

Улица А. Х. Таммсааре
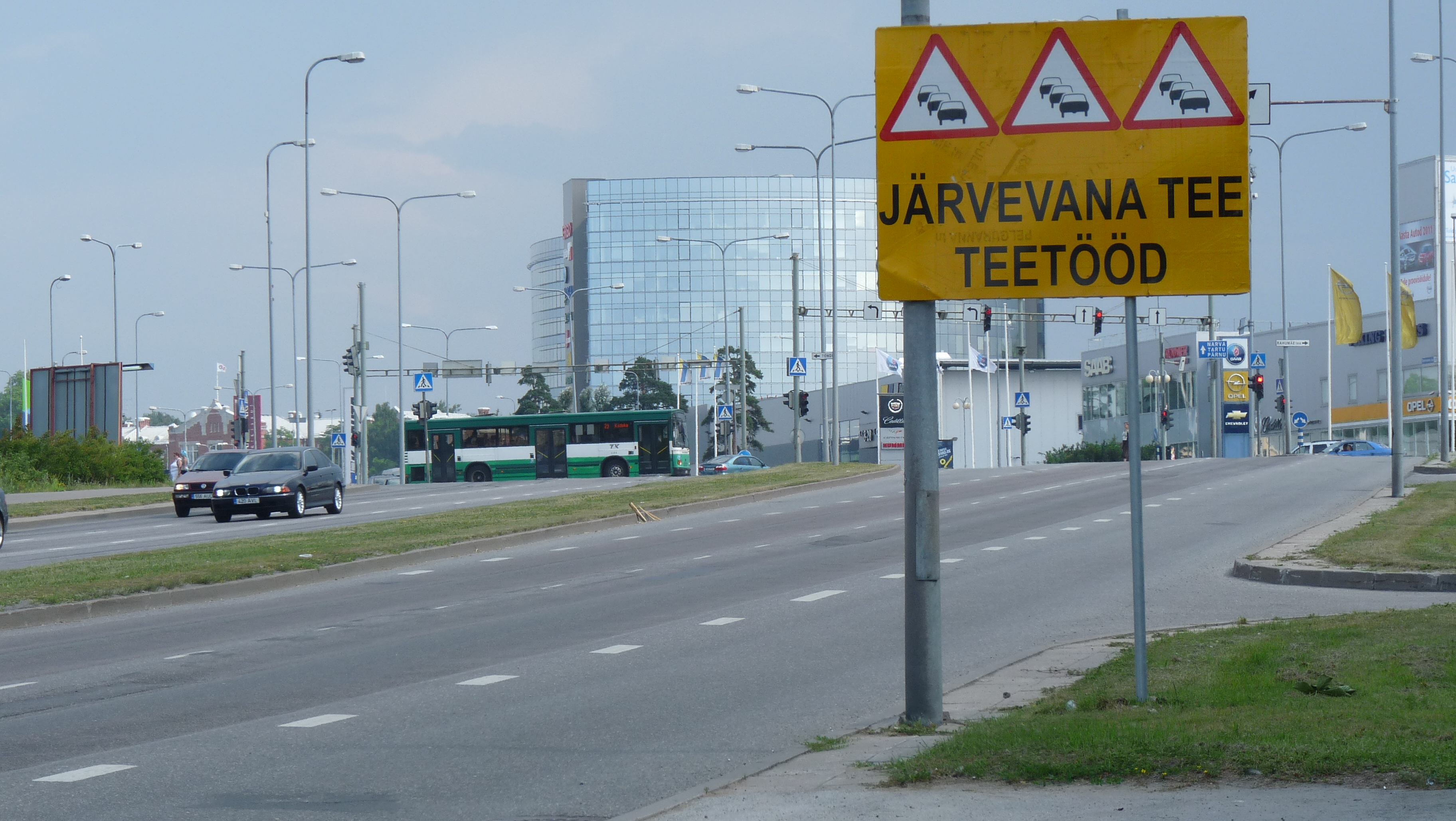
Улица в микрорайоне Кристийне
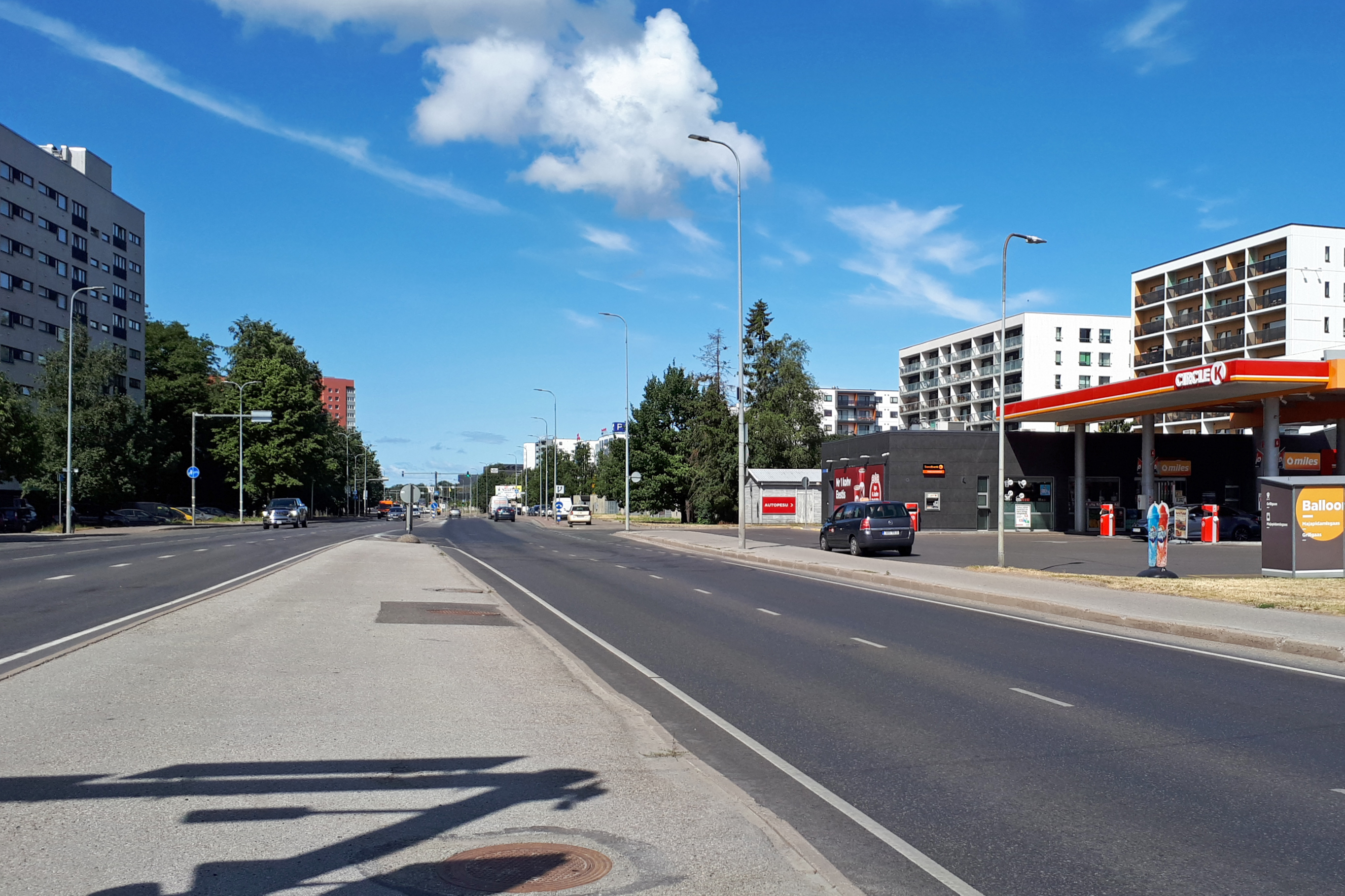
Улица Таммсааре после перекрёстка с бульваром Сыпрузе
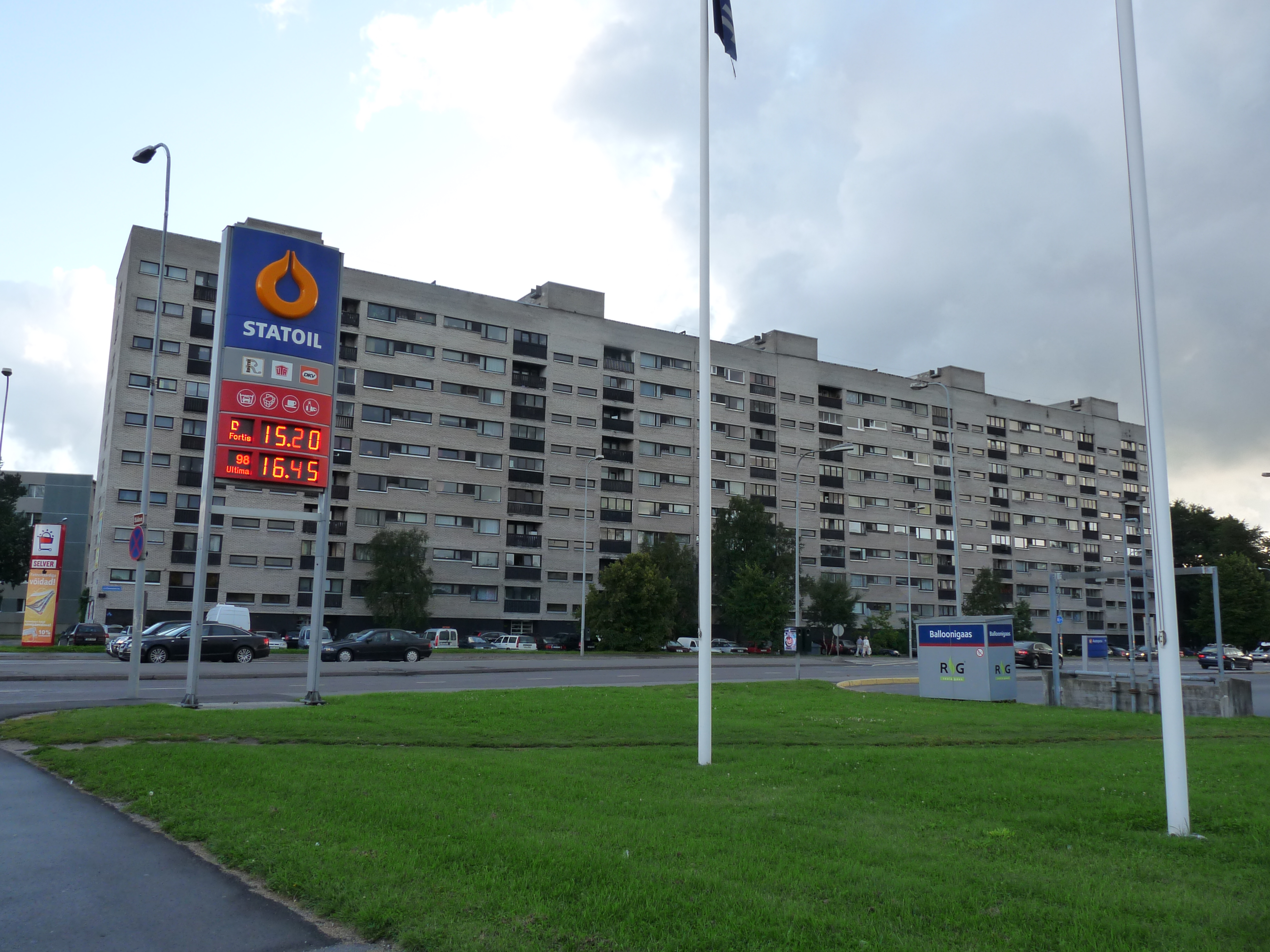
Дом 77
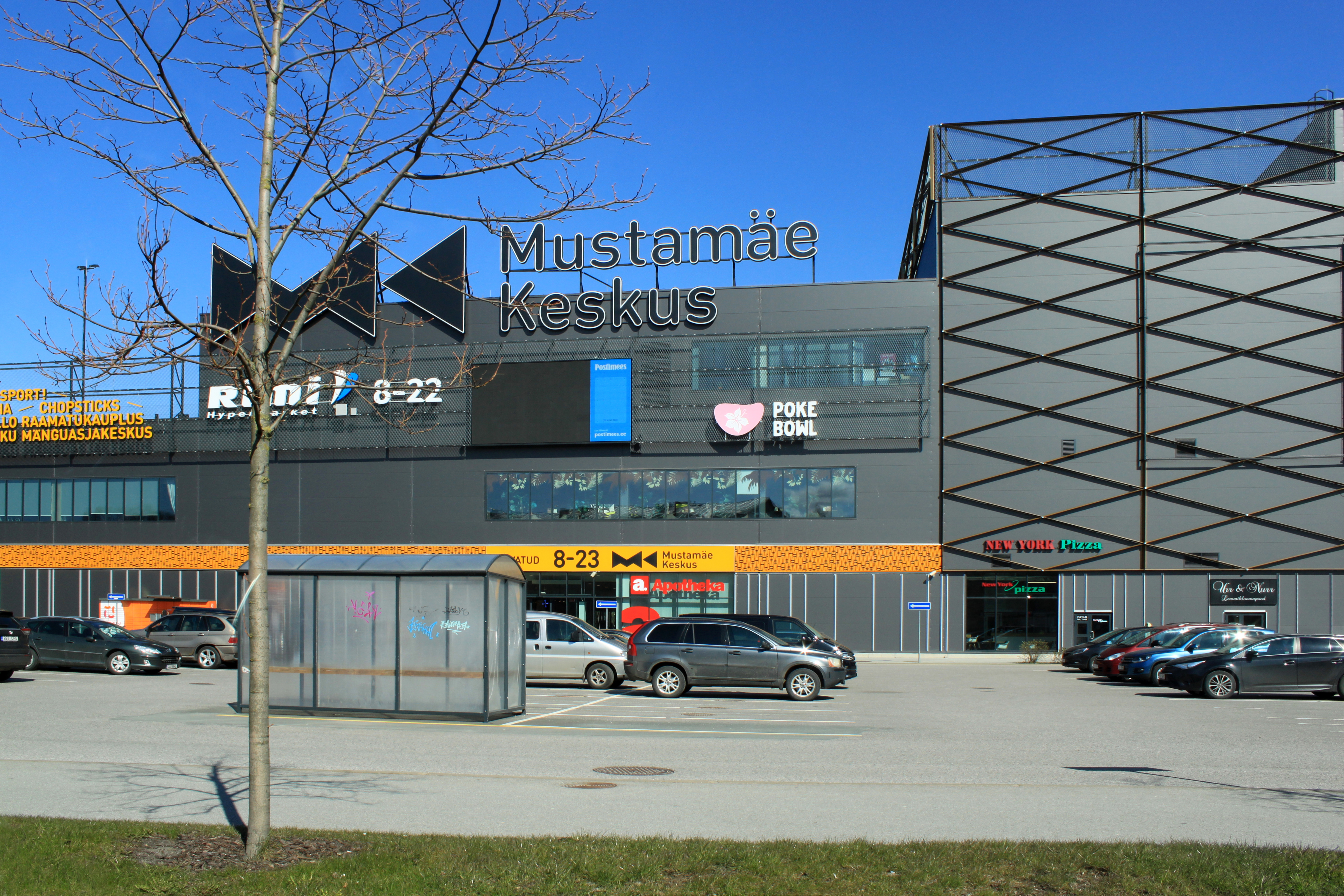
Торгово-развлекательный центр «Мустамяэ»
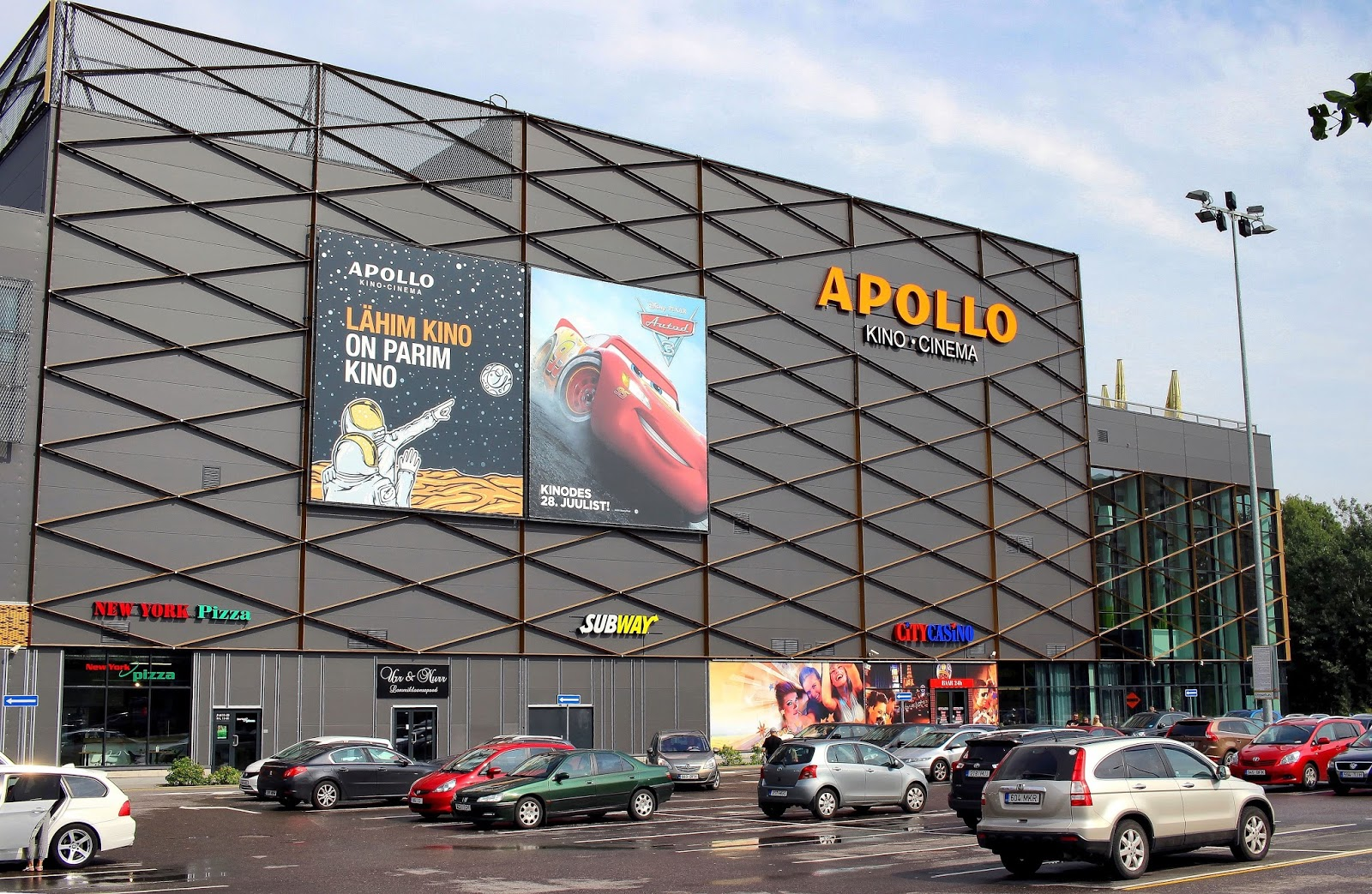
Кинотеатр “Apollo Kino”